# Reginaldo Fitzurse
Reginaldo (o Reginald) Fitzurse (1143 – 1173) è stato un cavaliere medievale anglonormanno.

## Biografia
Reginaldo Fitzurse, figlio di Richard, è noto per essere uno dei quattro cavalieri che uccisero san Tommaso Becket, arcivescovo di Canterbury, per ordine di re Enrico II. Sembra che sia stato il primo cavaliere a colpire san Tommaso, seguito poi dagli altri tre assassini (Guglielmo di Tracy, Richard le Breton e Ugo di Morville).

Il suo cognome deriva da Fitz, che significa "figlio di" e da Urse, "orso". Il suo stemma raffigurava infatti un orso. Fitzurse possedeva terre presso Williton, Somerset, nel Northamptonshire e a Barham, tra Canterbury e Dover. Visse qualche tempo presso Barham Court (Teston). Nel romanzo storico di Walter Scott Ivanhoe, figura come principale collaboratore e consigliere di Giovanni Senza Terra il figlio di Reginaldo, Valdemaro.